# Pierre Le Moyne d'Iberville
Pierre Le Moyne d'Iberville (Ville-Marie (antigo nome de Montreal-Quebec, 16 de julho de 1661 - Havana, Cuba - talvez 9 de julho de 1706) foi um militar, capitão de navio, explorador, administrador colonial, cavaleiro da Ordem de São Luís, aventureiro, comerciante, membro das Compagnies Franches de la Marine e fundador da colónia francesa da Luisiana na Nova França. Era o terceiro filho de Charles Le Moyne, nativo de Dieppe, na França e Lord of Longueuil no Canadá, e de Catharine Primot. Também é conhecido como Sieur d'Iberville.

Foi talvez o primeiro grande militar nascido no Canadá. Os estudiosos da arte militar podem ver a sua carreira como sinal da importância da exploração das vitórias, já que Iberville ganhou todas as suas batalhas, mas raramente consolidou o que ganhou pela força.

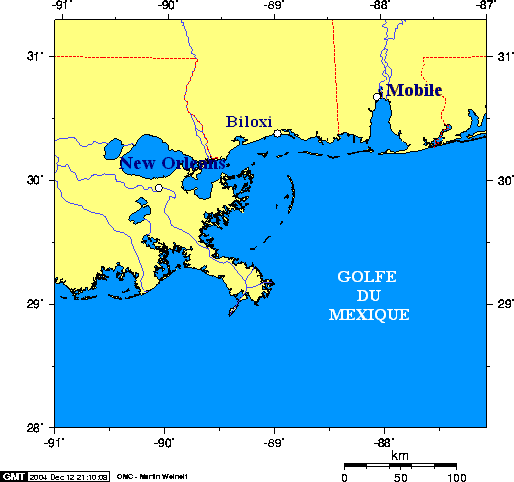
Região explorada por d'Iberville (a vermelho os limites dos atuais estados)

## Biografia
Quando jovem, alistou-se como marinheiro e serviu como voluntário sob as ordens do Chevalier de Troyes na Baía de Hudson. Em 1686 iniciou uma brilhante carreira de soldado e marinheiro, e participou em muitas expedições contra os britânicos. Em 1690, capturou o posto comercial inglês em Fort Severn. Em 1695, foi enviado para atacar as posições inglesas ao longo da costa atlântica de Fort William Henry, na fronteira entre Nova Inglaterra e Acádia, até St. John's, na Terra Nova. Depois de destruir Fort William Henry na primavera de 1696, Iberville deixou três navios em Piacenza (Plaisance em francês), a capital francesa da Terra Nova e tentou expulsar os ingleses apesar do tratado de 1687, que permitia a pesca a ambos os países. Em 30 de novembro de 1696, Iberville havia destruído quase todos os estabelecimentos ingleses na costa leste da Terra Nova, de modo que, em março de 1697, apenas Bonavista e Carbonear permaneciam em mãos inglesas. Em quatro meses havia destruído 36 localidades.

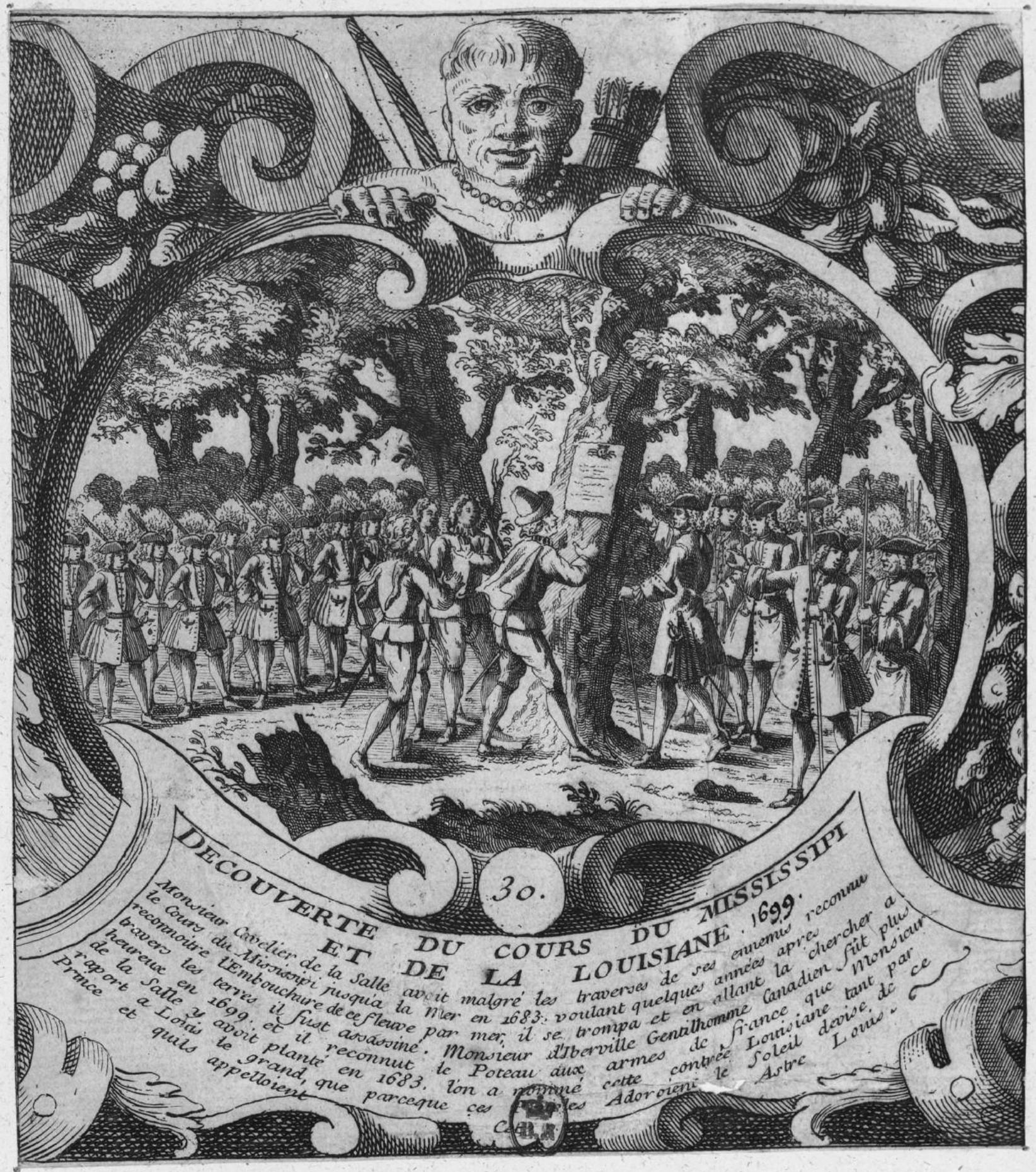
Estampa de 1699 recordando a exploração do Mississippi e a fundação da Luisiana por Cavelier de la Salle e d'Iberville.

Iberville navegou para França em 1697 e o ministro da Marinha deu-lhe ordens para organizar uma expedição para redescobrir a foz do rio Mississippi e colonizar a Louisiana. Deixou Brest em 24 de outubro de 1698. Em 25 de janeiro de 1699, Iberville chegou à Ilha de Santa Rosa em frente a Pensacola (Flórida), fundada pelos espanhóis; a partir daqui, foi para baía de Mobile e explorou a ilha do Massacre, renomeando-a ilha Dauphine. Em 13 de fevereiro de 1699, chegou a Biloxi (Mississippi) com seu irmão Jean-Baptiste Le Moyne de Bienville. Em 1 de maio de 1699 construiu uma fortificação na margem noroeste da Baía de Biloxi, perto da atual Ocean Springs (Mississippi), chamando-a Maurepas (Old Biloxi).
Em 1706, Iberville capturou a ilha de Nevis aos britânicos. Deixou Havana para pedir reforços aos espanhóis para atacar a Província da Carolina, mas ficou doente com febre amarela e morreu em Havana.
Em sua homenagem foram erigidos muitos monumentos nas zonas em que esteve ativo ao longo dos séculos seguintes.